# Aimo Sakari

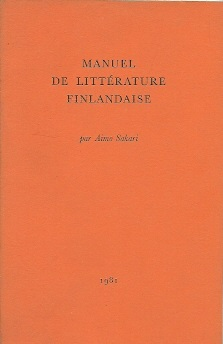
Portada del manual de literatura finesa

Aimo Sakari (Kuolemajärvi, Víborg, Carèlia, aleshores a Finlàndia, 2 de febrer de 1911 - Keuruu, 20 de maig de 2001) fou un romanista i traductor finès, especialista en provençalística i medievalística.

## Vida i obra
Sakari estudià llengües clàssiques a l'institut de Wyborg i filologia romànica a la Universitat de Hèlsinki amb Arthur Långfors en una universitat que gaudia d'una bona escola de filologia clàssica i romànica, amb professors com Veikko Väänänen i altres. De 1937 a 1941 i de 1945 a 1958, interromput pel servei a la guerra, fou lector de finès a l'Institut des langues orientales (Inalco) de Paris. Allà estudià amb Clovis Brunel, Jean Boutière, Pierre Fouché, Mario Roques i Félix Lecoy. El 1956 obtingué el grau de doctor amb una tesi que consistia en l'edició de l'obra d'un trobador: Poésies du troubadour Guillem de Saint-Didier. De 1958 a 1981 fou professor de francès i alemany a l'institut de Jyväskylä; i a partir de 1961 s'incorporà a la tot just creada Universitat de Jyväskylä, on fou professor de Filologia romànica de 1966 a 1977, data de la seva jubilació. També en fou degà de la Facultat de lletres i ciències humanes, i vicerector. De 1977 a 1980 fou encara professor a la Sorbona. Durant el període 1981-1990 fou vicepresident de l'Associació Internacional d'Estudis Occitans (AIEO).
Contribuí també al coneixement de la llengua i literatura fineses a França, amb les seves estades docents i amb les traduccions, i també a la inversa, al coneixement de la literatura i llengua franceses a Finlàndia.

## Obres

### Romanística
- "Azalais de Porcairagues, le "Joglar" de Raimbaut d'Orange", in: Neuphilologische Mitteilungen 50, 1949, pàg. 23-198
- (editor) Poésies du troubadour Guillem de Saint-Didier, Hèlsinki, 1956 (Mémoires de la Société néophilologique de Helsinki; 19)
- (editor) Doctrinal sauvage, Jyväskylä 1967
- publicà també nombrosos articles, pels quals vegeu la nota necrològica citada en la bibliografia.

### Finès
- "Littérature finlandaise du XXe siècle", in: Profil littéraire de la France. Nouvelle Série 2, 1951
- ["Literatura finesa", in:] Dictionnaire des littératures. Publié sous la direction de Philippe Van Tieghem, 3 vols., Paris 1968, vols., Paris 1984, [publicat separadament amb el títol Manuel de littérature finlandaise, Paris 1981]

### Traduccions
- (del francès al finès) Hergé, Tintin seikkailut, 5 vols., Helsinki 1961–1962
- (del francès al finès) Stendhal, Parman kartusiaaniluostari [La Cartoixa de Parma], Hèlsinki 1971
- (del finès al francès; amb Lucie Thomas) Aleksis Kivi, Les Cordonniers de la lande. Comédie en cinq actes, Cergy 1989